# Ешланд (Калифорнија)
Ешланд (енгл. Ashland) насељено је место без административног статуса у америчкој савезној држави Калифорнија.

## Демографија
По попису из 2010. године број становника је 21.925, што је 1.132 (5,4%) становника више него 2000. године.
| Група             | 2000.         | 2010.         |
| Белци             | 5.583 (26,9%) | 3.413 (15,6%) |
| Афроамериканци    | 4.186 (20,1%) | 4.269 (19,5%) |
| Азијати           | 3.091 (14,9%) | 4.031 (18,4%) |
| Хиспаноамериканци | 6.753 (32,5%) | 9.394 (42,8%) |
| Укупно            | 20.793        | 21.925        |